# Magnitude instrumental
A magnitude instrumental se refere a uma magnitude aparente não calibrada e, como esta, corresponde ao brilho de um objeto astronômico visto por um observador na Terra, mas só é útil em comparações relativas a outros objetos astronômicos na mesma imagem (assumindo-se que a calibração fotométrica não varia espacialmente através da imagem; no caso de imagens do Palomar Transient Factory, a calibração fotométrica absoluta envolve um ponto zero que varia pela imagem em até 0,16 magnitude para fazer a correção de iluminação requerida). A magnitude instrumental é definida de várias maneiras, portanto, ao se trabalhar com a mesma, é importante saber como ela foi definida. A definição mais básica da magnitude instrumental {\displaystyle m} é dada por
{\displaystyle m=-2,5\log _{10}(f)}
onde {\displaystyle f} é a intensidade do objeto fonte em unidades físicas conhecidas. Por exemplo, no trabalho de Mighell, foi assumido que os dados estavam em unidades de número de elétrons (gerados dentro dos pixels de um dispositivo de carga acoplada (charge-coupled device – CCD)). As unidades físicas de intensidade da fonte são, portanto, parte da definição requerida para quaisquer magnitudes instrumentais que sejam empregadas. O fator de 2,5 na fórmula acima se origina no fato de que o olho humano somente pode distinguir claramente o brilho de dois objetos se um deles for pelo menos 2,5 vezes mais brilhante do que o outro. A magnitude instrumental é definida de tal forma que dois objetos com razão de brilho de exatamente 100 vão diferir em precisamente 5 magnitudes, e isto é baseado no sistema de Pogson, que define que cada magnitude sucessiva é menos brilhante em {\displaystyle 100^{1/5}}. Nós podemos relacionar isto à função logaritmo na base 10 na fórmula acima:
{\displaystyle 100^{1/5}=(10^{2})^{1/5}=10^{2/5}=10^{0,4}=2,51188643\cdots }
O valor aproximado de 2,5 é usado por conveniência, e o seu sinal negativo assegura que objetos mais brilhantes terão valores menores e possivelmente negativos. Os valores tabulados dos logaritmos na base 10 estavam disponíveis mais de três séculos antes do advento de computadores e calculadoras.